# John A. Kasson

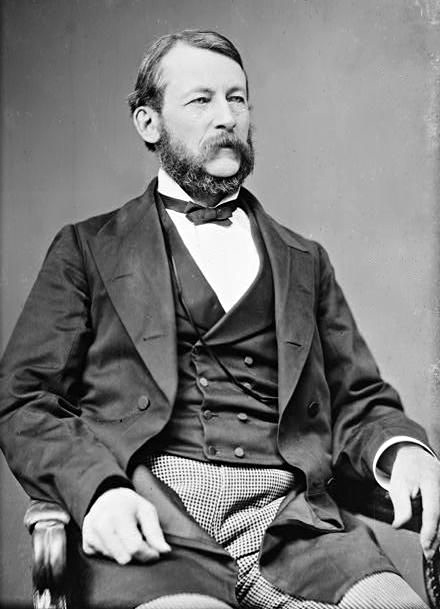
John A. Kasson

John Adam Kasson (* 11. Januar 1822 in Charlotte, Vermont; † 18. Mai 1910 in Washington, D.C.) war ein US-amerikanischer Politiker. Zwischen 1863 und 1884 vertrat er mehrfach den Bundesstaat Iowa im US-Repräsentantenhaus. Er war außerdem Botschafter der Vereinigten Staaten in Deutschland und Österreich-Ungarn.

## Werdegang
John Kasson besuchte die öffentlichen Schulen seiner Heimat. Danach studierte er bis 1842 an der University of Vermont in Burlington. Nach einem anschließenden Jurastudium und seiner Zulassung als Rechtsanwalt begann er in St. Louis (Missouri) in seinem neuen Beruf zu praktizieren. Im Jahr 1857 verlegte er seinen Wohnsitz und seine Anwaltskanzlei nach Des Moines in Iowa. Politisch war Kasson Mitglied der 1854 gegründeten Republikanischen Partei. Im Jahr 1860 war er Delegierter zur Republican National Convention in Chicago, auf der Abraham Lincoln als Präsidentschaftskandidat nominiert wurde. Zwischen 1861 und 1862 war er stellvertretender Postminister (First Assistant Postmaster General). Im Jahr 1863 war er amerikanischer Vertreter auf einem internationalen Postkongress in Paris.
1862 wurde Kasson im damals neugeschaffenen fünften Wahlbezirk von Iowa in das US-Repräsentantenhaus in Washington gewählt. Dort trat er am 4. März 1863 sein neues Mandat an. Nach einer Wiederwahl im Jahr 1964 konnte er diesen Wahlkreis bis zum 3. März 1867 im Kongress vertreten. Dort war er Vorsitzender des Committee on Coinage, Weights and Measures. Diese Zeit war von den Ereignissen des  Bürgerkrieges und der beginnenden Reconstruction bestimmt. Damals wurde auch der 13. Verfassungszusatz ratifiziert, durch den die Sklaverei abgeschafft wurde. Im Jahr 1866 wurde Kasson von seiner Partei nicht zur Wiederwahl nominiert.
Im Jahr 1867 war John Kasson amerikanischer Unterhändler bei Postkonventionsverhandlungen mit den europäischen Staaten. Zwischen 1868 und 1872 saß er als Abgeordneter im Repräsentantenhaus von Iowa. Bei den Kongresswahlen des Jahres 1872 wurde er im ebenfalls neugeschaffenen siebten Distrikt wieder in den Kongress gewählt. Nach einer Wiederwahl im Jahr 1874 konnte er zwischen dem 4. März 1873 und dem 3. März 1877 zwei weitere Legislaturperioden im US-Repräsentantenhaus verbringen. Im Jahr 1876 verzichtete er auf eine weitere Kandidatur.
Zwischen 1877 und 1881 war Kasson als Nachfolger von Edward F. Beale US-Botschafter in Wien, das damals Hauptstadt der Doppelmonarchie Österreich-Ungarn war. Im Jahr 1880 wurde er zum dritten Mal in das US-Repräsentantenhaus gewählt. Dort löste er am 4. März 1881 Edward H. Gillette ab, der seit 1879 den siebten Wahlbezirk von Iowa vertreten hatte. Im Jahr 1882 wurde Kasson bestätigt. Er trat aber am 13. Juli 1884 vorzeitig von seinem Mandat zurück, weil er zum Botschafter in Deutschland ernannt worden war. Dieses Amt bekleidete er für ein Jahr. Im Jahr 1885 war er amerikanischer Sondergesandter bei einer internationalen Konferenz über den Kongo in Berlin. 1889 übte er die gleiche Funktion auf der Berliner Samoa-Konferenz aus. Im Jahr 1897 war er amerikanischer Unterhändler bei einigen Staatsverträgen; 1898 gehörte Kasson einer gemischten britisch-amerikanischen Kommission an, die über Differenzen mit Kanada verhandelte.
John Kasson starb am 18. Mai 1910 in der Bundeshauptstadt Washington und wurde in Des Moines beigesetzt.